# Chiung Yao
Chen Che (cinese: 陳喆; pinyin: Chén Zhé; Chengdu, 20 aprile 1938 – Tamsui, 4 dicembre 2024) è stata una scrittrice e produttrice cinematografica taiwanese, meglio conosciuta con lo pseudonimo di Chiung Yao (瓊瑤T, QióngyáoP). Il nome Chiung Yao è una frase tratta dal Classico della Poesia, dove significa "splendida giada pura". Nata a Chengdu, nel Sichuan, la sua famiglia si trasferì a Taiwan nel 1949 dopo che i comunisti presero il potere in Cina. Scrittrice di romanzi rosa in lingua cinese, divenne famosa nel 1963 con Outside the Window.
I suoi romanzi (oltre 60) sono stati adattati in più di 100 film e fiction televisive. Le sue opere furono ben accolte a Taiwan e in seguito nel sud est asiatico. La BBC l'ha descritta come "la scrittrice di romanzi rosa in lingua cinese più popolare al mondo" e il suo dramma televisivo My Fair Princess (1998) come "il più popolare spettacolo drammatico in lingua cinese di tutti i tempi".

## Biografia
Chen Che nacque a Chengdu, nella provincia del Sichuan, Repubblica di Cina, il 20 aprile 1938 durante la seconda guerra sino-giapponese da genitori fuggiti da Pechino, che era stata occupata dalle forze giapponesi nel 1937. Visse un'infanzia instabile a causa di quella guerra. Suo padre, Chen Zhiping (陳致平), proveniva da un ambiente umile a Hengyang mentre sua madre, Yuan Xingshu (袁行恕), apparteneva a una famiglia dell'alta borghesia di Suzhou e Shanghai; il nonno materno, Yuan Li-chen, era stato il primo presidente della Banca delle Comunicazioni e un prozio, Yuan Li-zhun, era stato un tutore dell'imperatore Xuantong.
Yuan Xingshu, la madre, si innamorò di Chen Zhiping, che era il suo insegnante di cinese, e i due sfidarono le norme sociali e si sposarono. Quando Yuan Xingshu rimase incinta, Chen Zhiping, allora appena ventenne, inizialmente pianificò di interrompere la gravidanza. Tuttavia, dopo aver scoperto che la moglie stava portando in grembo due gemelli, un maschio e una femmina, cambiò idea e decise di far nascere i bambini. La ragazza era Chen Che (Chiung Yao). Nel 1942, la famiglia si trasferì nella città natale di Chen Zhiping, Hengyang, nella provincia di Hunan, per unirsi a suo nonno Chen Moxi (陳墨西). Nel 1944, dopo la caduta di Hengyang, sopravvissero a un difficile viaggio verso la capitale militare di Chongqing, sfuggendo più volte alla morte. Per sopravvivere, si esibirono in spettacoli teatrali, vendettero patate, insegnarono anche in varie località, tra cui il Guizhou e il Sichuan.
Nel 1947 si trasferì con la famiglia a Shanghai e nel 1949 a Taipei, Taiwan. Una volta a Taiwan, suo padre divenne professore di letteratura cinese all'Università Normale Nazionale di Taiwan, mentre sua madre lavorò come insegnante di letteratura cinese alla Taipei Municipal Chien Kuo High School. Rispetto a molti dei suoi coetanei cresciuti nella povertà della Taiwan del dopoguerra, Chiung Yao ebbe un'educazione relativamente privilegiata. All'età di 14 anni, pubblicò un racconto con lo pseudonimo di Lü Gui. Nel 1954 adottò lo pseudonimo di Xin Ru e pubblicò un altro racconto.
Chiung Yao ebbe comunque difficoltà accademiche da ragazza, spesso affrontando le critiche dei suoi genitori. Si diplomò alla scuola elementare sperimentale dell'Università di Taipei (臺北師範學校附屬小學) e alla scuola superiore femminile Zhongshan di Taipei (ora Taipei Municipal Zhongshan Girls High School) ma per tre volte non superò gli esami di ammissione all'università. All'ultimo anno di liceo, si innamorò del suo insegnante di letteratura cinese, Jiang Ren, che era single e molto più grande di lei. I due avevano pianificato di sposarsi dopo essere stati ammessi all'università, ma la loro relazione finì a causa dell'opposizione dei genitori di lei. Nel 1959 Chiung Yao sposò Ma Sen-ching, laureato al Dipartimento di Lingue Straniere dell'Università Nazionale di Taiwan. Ma lavorava alla Taiwan Aluminium Corporation a Kaohsiung, dove la coppia si stabilì dopo il matrimonio. Oltre al suo lavoro quotidiano, Ma era uno scrittore part-time. La coppia ebbe un figlio, Chen Chung-wei.

## Carriera (1964-2013)

### Romanzi
Nel 1962, Chiung Yao pubblicò diversi racconti brevi e di media lunghezza sulla rivista Crown. Riscrisse la sua storia d'amore insegnante-studentessa del liceo nel romanzo Outside the Window. Inizialmente rifiutato da diversi editori a causa della sua lunghezza, fu infine accettato nel luglio 1963 per la pubblicazione dalla rivista Crown di Ping Hsin-tao. Fu pubblicata a puntate ottenendo un notevole successo. In seguito venne pubblicato come libro. Questo successo la portò a conoscere Ping Hsin-tao il quale affittò per lei un appartamento di fronte al suo e assunse delle badanti domestiche, permettendole di concentrarsi sulla scrittura a tempo pieno. Di conseguenza, Chiung Yao si trasferì da Kaohsiung a Taipei con suo figlio. La moglie di Ping, Lin Wan-chen, iniziò a sospettare una relazione insolita tra Chiung Yao e Ping dopo che i loro figli piccoli le raccontarono delle loro conversazioni.
Il marito di Chiung Yao, Ma Sen-ching, fu profondamente umiliato quando venne a sapere di quella relazione e la attaccò sui giornali. Il loro rapporto si deteriorò gradualmente. La scrittrice Chi-chi ricordò un episodio in cui visitò la casa di Chiung Yao: un servitore aprì la porta e lei trovò Chiung Yao che scendeva al piano di sotto con le lenzuola, affermando che erano "avvelenate" e annunciando la sua intenzione di divorziare da Ma Sen-ching. La coppia divorziò ufficialmente nel 1964. Dopo il divorzio, Chiung Yao e Ping Hsin-tao non nascosero più la loro relazione.
A causa delle difficoltà della sua vita personale, le prime opere di Chiung Yao ebbero spesso un finale tragico. Tra il 1964 e il 1971, i suoi racconti brevi e medi esplorarono vari stili. Dopo il 1964, Chiung Yao pubblicò sei bestseller, tra cui Fuoco e pioggia, Sei sogni e Molte notti incantevoli.

### Produzione cinematografica

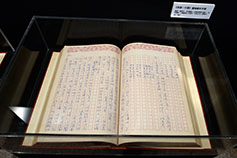
Il manoscritto di Chiung Yao I am a Cloud presentato alla mostra per il 50º anniversario dei Golden Horse Awards

Tra il 1964 e il 1983, le opere di Chiung Yao furono adattate in 50 film, portando il "film di Chiung Yao" a diventare un genere a sé stante. I romanzi di Chiung Yao e i loro adattamenti scatenarono una "febbre di Chiung Yao" a Hong Kong e Taiwan.

#### Adattamenti autorizzati
Nel 1965, il regista taiwanese Li Hsing adattò due storie dei Sei sogni di Chiung Yao in film: Quattro amori e La moglie silenziosa. Questi segnarono l'inizio degli adattamenti cinematografici delle opere di Chiung Yao. Four Loves ebbe successo sia di critica che commerciale, mentre The Silent Wife ottenne un successo ancora maggiore, diventando un bestseller a Hong Kong. Tuttavia, Chiung Yao era insoddisfatta degli adattamenti di Li Hsing. Ad esempio, in The Silent Wife, Chiung Yao immaginava l'eroina come una "sposa bambina", ma Li Hsing insistette nel ritrarla come una cugina, deviando dalla narrazione originale.
Lo Shaw Brothers Studio di Hong Kong acquistò i diritti cinematografici delle sue opere. Tra questi, My Dream Boat diventò il secondo film in lingua mandarina di maggior incasso a Hong Kong. Dopo aver lasciato la Shaw Brothers, il regista di Hong Kong Li Han-hsiang fondò la Grand Motion Pictures a Taiwan, dove adattò ampiamente per lo schermo i romanzi di Chiung Yao. Il suo film Many Enchanting Nights valse all'attrice Chiang Ching il Golden Horse Award come migliore attrice per il suo ruolo di protagonista.
A metà degli anni '70, Li Hsing tornò ad occuparsi dei lavori di Chiung Yao, adattando The Young Ones e The Heart has a Million Knots. Questi film aumentarono la popolarità degli attori Chen Chen e Charlie Chin, che recitarono in The Young Ones. Anche la colonna sonora ottenne un ampio riconoscimento, con le interpretazioni di Teresa Teng di A Thousand Words e How Can I Leave You che potarono i film a grandi successi. Tuttavia, a causa di controversie sul copyright, il film non fu in grado di essere distribuito a Taiwan.

### Superstar Motion Picture
Insoddisfatta dell'adattamento di The Purple Shell dei fratelli Shaw, Chiung Yao fondò nel 1966 la Firebird Picture Company, producendo Mist Over Dream Lake e Lucky Clover. Tuttavia, a causa delle scarse prestazioni al botteghino, la società chiuse nel 1971. Nel 1976, Ping Hsin-tao chiese il divorzio a sua moglie Lin Wan-chen. Nello stesso anno, Chiung Yao co-fondò la Superstar Motion Picture per adattare i suoi romanzi in film, ponendo fine alla sua collaborazione con Li Hsing nel 1977. Nel 1979 Chiung Yao sposò Ping. Lei e il suo secondo marito Ping adattarono molti dei suoi romanzi in serie televisive e film, spesso fungendo essi stessi da produttori o sceneggiatori. Gli adattamenti cinematografici degli anni '70 videro spesso la partecipazione di Brigitte Lin, Joan Lin, Charlie Chin e Chin Han, allora conosciuti collettivamente come i "Due Lin e i Due Chin".
A Superstar, Brigitte Lin diventò l'attrice di riferimento di Chiung Yao, recitando in molti dei suoi film. I primi lavori come Cloud of Romance e The Love Affair of Rainbow furono sceneggiati da Chang Yung-hsiang, mentre quelli successivi, tra cui Moonlight Serenade e Yesterday's Love, furono scritti dalla stessa Chiung Yao. Cloud of Romance, con Brigitte Lin e i co-protagonisti Charlie Chin e Chin Han, ebbe un grande successo, con la canzone del titolo cantata da Fong Fei-fei che ottenne una popolarità diffusa.
I film di Chiung Yao hanno dominarono le prime posizioni durante il capodanno lunare e la Giornata della gioventù. Le canzoni erano spesso eseguite da Fong Fei-fei, con musica composta da Tso Hung-yuan. I film, ambientati in sale da pranzo e caffè, furono soprannominati "Three-Hall Films". Tuttavia non ebbero successo. Dopo il fallimento di Amid the Rolling Clouds nel 1982, Chiung Yao annunciò il suo ritiro dal cinema.

### Produzione televisiva

#### Adattamenti di opere precedenti
Chiung Yao smise di creare adattamenti cinematografici nel 1980, scegliendo invece di concentrarsi sulla televisione. Dal 1982 al 1985, la scrittura di Chiung Yao iniziò ad affrontare questioni sociali controverse, producendo opere come Paradise on Fire. Tuttavia, dopo il 1985, decise di prendersi una pausa come scrittrice fino agli anni '90. Nel 1985, i romanzi di Chiung Yao iniziarono ad essere adattati in drammi televisivi. L'anno successivo, Chiung Yao e suo marito Ping Hsin-tao co-fondarono Yi Ren Communications. Nel 1990, altri quattro adattamenti furono rilasciati in un solo anno. La maggior parte di questi drammi andò in onda durante le fasce serali di prima serata di Taiwan, attirando un enorme numero di spettatori.

#### Melodramma romantico
Dopo l'abolizione della legge marziale a Taiwan, la crescente apertura della società e la diversità di valori portarono al declino del tropo della "lotta per amore" nelle opere di Chiung Yao. Di conseguenza, le sue storie si spostarono verso ambientazioni della Cina tardo Qing e della prima Repubblica di Cina, concentrandosi su temi come il conflitto di classe e le restrizioni feudali piuttosto che i divari generazionali o le dispute romantiche. Le sue opere di questo periodo enfatizzarono "l'amore sopra ogni cosa" e presentarono un intenso melodramma. Le protagoniste femminili, soprannominate "Chiung Yao Girls", incarnarono l'immagine della tragica bellezza. Mentre le sue narrazioni criticavano l'oppressione patriarcale feudale, ritrassero contemporaneamente le difficoltà durature e inquadravano il matrimonio come la vittoria finale.
Nel 1987, in seguito all'approvazione di Taiwan per i cittadini di visitare i parenti in Cina, Chiung Yao si recò nel suo paese d'origine. Dopo che Taiwan revocò nel 1989 le restrizioni sulle riprese in Cina, Chiung Yao guidò i suoi team di produzione in Cina, diventando così la prima produttrice taiwanese a girare lì. Da quel momento in poi, quasi tutti i suoi drammi televisivi includevano scene girate in Cina, con attori cinesi che si univano al cast. Negli anni '90, i suoi drammi incentrati sul romanticismo guadagnarono popolarità in Cina per i loro temi di libertà e liberazione dopo anni di soppressione sociale. In Vietnam, le opere di Chiung Yao affrontarono la censura iniziale per le loro rappresentazioni di relazioni extraconiugali e triangoli amorosi; la popolarità arrivò dopo le riforme del governo.

#### Commedie romantiche
Nel 1998, My Fair Princess rappresentò un significativo allontanamento dallo stile melodrammatico di Chiung Yao, introducendo un tono spensierato e comico. Questa serie fu "considerata uno degli spettacoli drammatici in lingua cinese più popolari di tutti i tempi". In seguito a questo successo, Chiung Yao rivisitò e reinventò i suoi lavori precedenti, producendo remake dei suoi lavori passati. Nel 2013 pubblicò un dramma originale, Flowers in Fog. La serie incorporava influenze sudcoreane ed elementi romantici contemporanei per attirare il pubblico più giovane. Tuttavia, ricevette recensioni contrastanti, con alcuni spettatori che lo etichettarono come un "dramma imbarazzante". In seguito, Chiung Yao si ritirò gradualmente dall'industria dell'intrattenimento.

## In politica

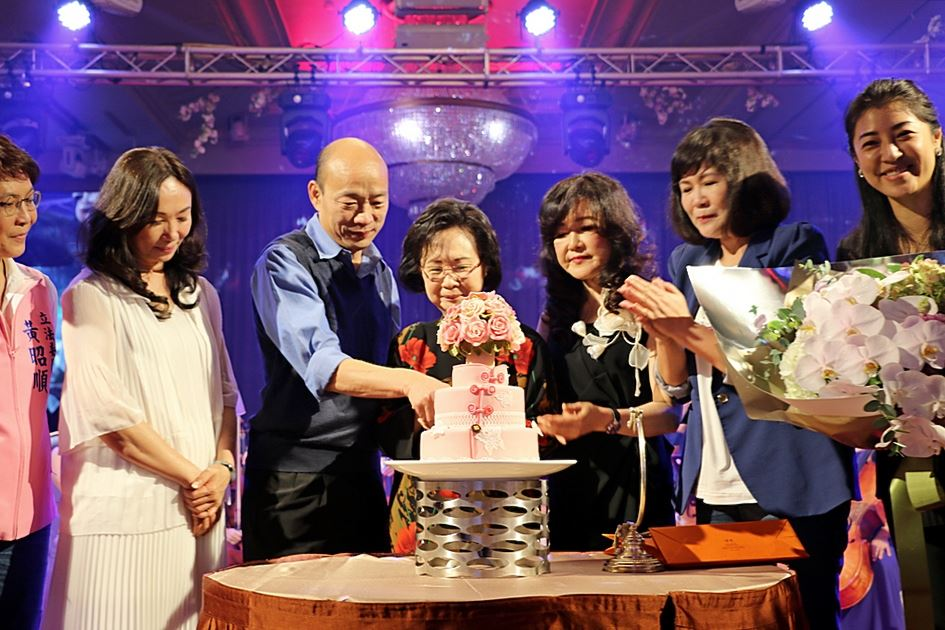
Han Kuo-yu e Chiung Yao ad un rinfresco

Si astenne dall'esprimere opinioni politiche fino al 2018, quando il candidato del Kuomintang Han Kuo-yu vinse le elezioni per l'incarico di sindaco Kaohsiung. Dopo la sua vittoria, Chiung Yao pubblicò una lettera aperta elogiandolo e in seguito accettò di essere consulente capo per il progetto Love Industry Chain di Kaohsiung. Nel 2020, dopo aver appreso della campagna presidenziale di Han, gli espresse ancora una volta un forte sostegno, parlandi di lui come di un "eroe". Han venne invece sconfitto alle elezioni e lui pubblicò un messaggio in cui affermava: "Anche se la gente può versare lacrime, l'eroe rimane inflessibile. Dopo il dolore straziante, che le cicatrici guariscano".

## Morte
Il 4 dicembre 2024, Chiung Yao fu trovata morta nella sua casa nel distretto di Tamsui, nella città di New Taipei, dopo un apparente suicidio per esalazioni di carbone. Ha lasciato un biglietto. Suo figlio dichiarò di aver chiesto alla sua segretaria di controllarla intorno a mezzogiorno. Entrando in casa, la segretaria scoprì che Chiung Yao non aveva segni vitali e chiamò immediatamente i servizi di emergenza. Quando i paramedici arrivarono, confermarono la sua morte e non la trasportarono in ospedale. La polizia locale confermò che non c'è stato alcun intervento esterno nella sua morte.
Morì all'età di 86 anni. Sei giorni prima della sua morte, Chiung Yao aveva postato un tributo al suo defunto marito sui social media. Nella sua lettera di suicidio, descrisse la morte come "un viaggio che tutti devono intraprendere (...) Non voglio lasciarlo al destino, voglio prendere il controllo di questo capitolo finale". Parlò anche di vita "volata via", e scrisse: "Ho veramente vissuto, non ho mai sprecato la mia vita". Più tardi quel pomeriggio, la sua segretaria pubblicò un video preregistrato e il suo ultimo lavoro scritto, When Snowflakes Fall, sulla pagina Facebook di Chiung Yao. Nel suo ultimo messaggio sui social media, espresse il desiderio di evitare il dolore di "debolezza, deterioramento, malattia, visite ospedaliere, cure e sofferenza persistente". La sua più grande paura, scrisse, non era la morte in sé, ma la prospettiva della demenza e dell'inabilitazione, condizioni in cui visse negli ultimi anni il suo secondo marito, Ping Hsin-tao. Tuttavia, esortò anche le giovani generazioni a non rinunciare facilmente alla vita. Molti attori che avevano recitato nelle sue opere, come Zhao Wei, espressero le loro condoglianze online.
La sua morte suscitò discussioni a Taiwan sull'eutanasia. Alcuni esperti legali ipotizzarono che la sua segretaria, se a conoscenza delle sue intenzioni e in possesso del suo biglietto d'addio, avrebbe potuta essere sottoposta a un procedimento legale per non essere intervenuta, potenzialmente accusata di negligenza. Il 5 dicembre, la famiglia di Chiung Yao annunciò su Facebook che, secondo le sue ultime volontà, non si sarebbero tenute commemorazioni pubbliche, al fine di evitare l'utilizzo di risorse pubbliche.